# Équipe d'Uruguay de football à la Copa América 1993
L'équipe d'Uruguay de football à la Copa América 1993 participe à sa 34e Copa América lors de cette édition 1993 qui se tient en Équateur du 15 juin au 4 juillet 1993.

## Résultats

### Phase de groupe
| Classement final |            |     |   |   |   |   |    |    |      |
|                  | Équipe     | Pts | J | G | N | P | BP | BC | Diff |
| 1                | Équateur   | 6   | 3 | 3 | 0 | 0 | 10 | 2  | +8   |
| 2                | Uruguay    | 3   | 3 | 1 | 1 | 1 | 4  | 4  | 0    |
| 3                | Venezuela  | 2   | 3 | 0 | 2 | 1 | 6  | 11 | -5   |
| 4                | États-Unis | 1   | 3 | 0 | 1 | 2 | 3  | 6  | -3   |

| 16 juin | Uruguay  | 1 | 0 | États-Unis |
| 19 juin | Uruguay  | 2 | 2 | Venezuela  |
| 22 juin | Équateur | 2 | 1 | Uruguay    |

| 16 juin 1993 | Uruguay      | 1 – 0   | États-Unis | Estadio Bellavista (Ambato)                             |                                                         |
|              | Ostolaza 50e | (0 - 0) |            | Spectateurs : 25 000 Arbitrage : Alberto Tejada Noriega | Spectateurs : 25 000 Arbitrage : Alberto Tejada Noriega |

| 19 juin 1993 | Uruguay                      | 2 – 2   | Venezuela                | Estadio Bellavista (Ambato)                 |                                             |
|              | Saralegui 23e · Kanapkis 79e | (1 - 1) | Dolgetta 10e · Rivas 72e | Spectateurs : 15 000 Arbitrage : Pablo Peña | Spectateurs : 15 000 Arbitrage : Pablo Peña |

| 22 juin 1993 | Équateur                  | 2 – 1   | Uruguay      | Estadio Olímpico Atahualpa (Quito)                        |                                                           |
|              | Avilés 28e · Aguinaga 87e | (1 - 0) | Kanapkis 64e | Spectateurs : 45 000 Arbitrage : Francisco Oscar Lamolina | Spectateurs : 45 000 Arbitrage : Francisco Oscar Lamolina |

### Quart de finale

#### Colombie - Uruguay
| 26 juin 1993 | Colombie          | 1 – 1 a.p. | Uruguay       | Monumental (Guayaquil)                                  |                                                         |
| | Perea 88e         | (0 - 0) | Saralegui 63e | Spectateurs : 10 000 Arbitrage : Juan Francisco Escobar | Spectateurs : 10 000 Arbitrage : Juan Francisco Escobar |
| · Asprilla · Mendoza · Valderrama · W. Pérez · Valencia                                                                                | Tirs au but 5 - 3 | · Peletti · Saralegui · Moas · Siboldi ·                                                                                 |               | Spectateurs : 10 000 Arbitrage : Juan Francisco Escobar | Spectateurs : 10 000 Arbitrage : Juan Francisco Escobar |
| Córdoba - Herrera, Mendoza, Perea, W. Pérez - Gómez ( 46e Lozano), Álvarez, García, Valderrama - Aristizábal ( 55e Asprilla), Valencia | Équipes           | Siboldi - Cabrera, Sánchez, Kanapkis, De los Santos - Moas, Ostolaza, Morán, Saralegui - Guerra ( 57e Da Silva), Peletti |               | Spectateurs : 10 000 Arbitrage : Juan Francisco Escobar | Spectateurs : 10 000 Arbitrage : Juan Francisco Escobar |

## Effectif
Une première liste de 22 joueurs constituant l'équipe d'Uruguay
Sélectionneur :  Luis Alberto Cubilla
| No. | Pos.      | Joueur                | Date de naissance et âge | Sélec. | Club                    |
| --- | --------- | --------------------- | ------------------------ | ------ | ----------------------- |
| 1   | Gardien   | Robert Siboldi        | 24 septembre 1965        | 6      | CF Atlas                |
| 2   | Défenseur | Daniel Sánchez        | 3 mai 1961               | 16     | Danubio                 |
| 3   | Défenseur | Fernando Kanapkis     | 6 juin 1966              | 6      | Deportivo Mandiyu       |
| 4   | Défenseur | Guillermo Sanguinetti | 21 juin 1966             | 11     | Gimnasia La Plata       |
| 5   | Milieu    | Santiago Ostolaza     | 10 juillet 1962          | 33     | Querétaro FC            |
| 6   | Défenseur | Cesilio de los Santos | 12 février 1965          | 2      | Club América            |
| 7   | Attaquant | Walter Peletti        | 31 mai 1966              | 5      | Club Atlético Huracán   |
| 8   | Milieu    | Héctor Morán          | 13 février 1962          | 13     | Deportivo Mandiyu       |
| 9   | Milieu    | Hugo Guerra           | 25 février 1968          | 5      | Gimnasia La Plata       |
| 10  | Milieu    | Marcelo Saralegui     | 18 mai 1971              | 6      | Torino FC               |
| 11  | Milieu    | Adrián Paz            | 9 septembre 1968         | 4      | Estudiantes de La Plata |
| 12  | Gardien   | Oscar Ferro           | 2 mars 1967              | ??     | Peñarol                 |
| 13  | Défenseur | Héctor Rodríguez      | 22 octobre 1968          | ??     | Defensor Sporting Club  |
| 14  | Défenseur | Eber Moas             | 21 mars 1969             | 18     | Independiente           |
| 15  | Défenseur | Nelson Cabrera        | 18 juillet 1967          | 16     | Danubio                 |
| 16  | Défenseur | Álvaro Gutiérrez      | 21 juillet 1967          | 11     | Nacional                |
| 17  | Milieu    | Jorge Barrios         | 24 janvier 1961          | ??     | Wanderers               |
| 18  | Attaquant | Rubén Da Silva        | 11 avril 1968            | 22     | América de Cali         |
| 19  | Milieu    | Fabián O'Neill        | 14 octobre 1973          | 0      | Nacional                |
| 20  | Milieu    | José Oscar Herrera    | 17 juin 1965             | ??     | Cagliari                |
| 21  | Milieu    | Enzo Francescoli      | 12 novembre 1961         | ??     | Cagliari                |
| 22  | Attaquant | Rubén Sosa            | 25 avril 1966            | 32     | Internazionale          |

## Navigation